# ジョン・モンタギュー (第11代サンドウィッチ伯爵)
第11代サンドウィッチ伯爵ジョン・エドワード・ホリスター・モンタギュー（英: John Edward Hollister Montagu, 11th Earl of Sandwich、1943年4月11日 - 2025年2月1日）は、イギリスの貴族、政治家、実業家。

## 経歴
1943年4月11日、当時ヒンチンブルック子爵の儀礼称号を使用していたヴィクター・モンタギュー（第9代サンドウィッチ伯爵ジョージ・モンタギューの息子で後に第10代サンドウィッチ伯爵位を継承する）とその妻モード(旧姓ピート）の間の長男として生まれた
ケンブリッジ大学トリニティ・カレッジを卒業。
1971年に『The Book of the World』を出版した。1974年から1986年にかけてクリスチャン・エイドに参加。1987年から1992年にセイブ・ザ・チルドレン・ファンドの編集員となった。1990年には『Prospects for Africa's Children』を出版した。
1995年2月25日に爵位一代放棄していた父の死により第11代サンドウィッチ伯爵を継承した。1999年に世襲貴族の議席が92議席に限定された後も世襲貴族枠の貴族院議員に選び残された。
次男のオーランド・モンタギューの説得で、2004年にプラネット・ハリウッドの創業者である実業家ロバート・アールと共同でフロリダ州・オーランドのウォルト・ディズニー・ワールド・リゾート内のダウンタウン・ディズニー（現ディズニー・スプリングス）にサンドイッチ店「アール・オブ・サンドウィッチ」を開店した。オーランドによれば「このベンチャーを始めるよう父を説得するのに5年、ロバート・アールの協力を得るのに3年、ディズニーとの契約をまとめるのに2年かかった」という。
2025年2月1日、ドーセットのマッパートンの自宅で死去した。81歳没。

## 爵位
1995年2月25日の父ヴィクター・モンタギューの死去により以下の爵位を継承した。
- 第11代サンドウィッチ伯爵 (11th Earl of Sandwich)
(1660年7月12日の勅許状によるイングランド貴族爵位)
- 第11代ヒンチンブルック子爵 (11th Viscount Hinchingbrooke)
(1660年7月12日の勅許状によるイングランド貴族爵位)
- ハンティンドン州におけるセント・ニーアッツの第11代モンタギュー男爵 (11th Baron Montagu of St Neots in the County of Huntingdon)
(1660年7月12日の勅許状によるイングランド貴族爵位)

## 家族
1968年、スーザン・キャロライン・ヘイマン(Susan Caroline Hayman)と結婚。2男1女の父である。
- ヒンチンブルック子爵ルーク・ティモシー・チャールズ・モンタギュー（英語版） (Luke Timothy Charles Montagu, Viscount Hinchingbrooke, 1969-) 第12代サンドイッチ伯爵
- チャールズ・オーランド・ウィリアム・モンタギュー閣下 (Hon. Orlando William Montagu, 1971-)
- ジェマイマ・メアリー・モンタギュー嬢 (Lady Jemima Mary Montagu, 1973-)